# El misterio de la Puerta del Sol
El misterio de la Puerta del Sol, del onubense Francisco Elías Riquelme, es considerada como la segunda película española sonora. A diferencia de la primera, Fútbol, amor y toros, sí se pudo encontrar una copia. A pesar de sus avances técnicos fue todo un fracaso desde el punto de vista económico, por lo que su importancia es de tipo histórico y documental.

## Argumento
Pompeyo Pimpollo y Rodolfo Bambolino, dos linotipistas de El Heraldo de Madrid, quieren ser estrellas de cine de Hollywood, por lo que se presentan a una prueba realizada por el director estadounidense E. S. Carawa. Al no ser reconocidos como famosos son rechazados, por lo que deciden llamar la atención planificando un falso asesinato que se complica hasta el punto que Rodolfo es condenado a muerte.

## Reparto
- Juan de Orduña como Pompeyo Pimpollo.
- Anita Moreno (acreditada como Nita Moreno) como Lía de Golfi.
- Jack Castello como Edward S. Carawa.
- Antonio Barber como Rodolfo Bambolino.
- Teresita Silva (acreditada como Teresita Silva) como La Terele y como la Tirana.
- Carlos Rufart como El Juez de Instrucción.
- Federico Kirkpatrick como El Sacerdote
- Pablo de la Cruz como el abogado defensor
- Jesús Baños como el Niño del Mausoleo.
- Diego Moreno como "El Personita", cantaor flamenco.

## Producción
Esta película nació a raíz del encuentro entre el director Francisco Elías y el inventor estadounidense Lee DeForest. Elías, al regresar a España desde Estados Unidos, decidió realizar una película que mezclara escenas mudas y sonoras. La película fue producida por el empresario Feliciano Manuel Vitores, natural de Belorado (Burgos), que había comprado recientemente los derechos del primer sistema de grabación cinematográfica con sonido: Phonofilm. El presupuesto total fue de 18 000 ₧.

## Localizaciones y rodaje
La película se rodó en apenas mes y medio entre finales de septiembre y principios de noviembre de 1929. Los exteriores se rodaron en la Puerta del Sol y en la calle Gran Vía de Madrid; mientras que los interiores fueron filmados en los estudios Onmium Cine, en un caserón propiedad del productor situado en Ciudad Lineal, y así como en los talleres de imprenta de los periódicos El Heraldo de Madrid y El Liberal. Además, muestra vistas aéreas desde una avioneta de Madrid y de Barcelona.

## Recepción
La película se estrenó el 11 de enero de 1930 en el Coliseo Castilla de Burgos ya que ni en Madrid ni en Barcelona se aceptó exhibirla. La sala llenó el aforo de 1 258 localidades y el largometraje tuvo buena acogida entre los espectadores a pesar de una cuestionable calidad del sonido. El principal problema fue que las salas de cine no estaban preparadas a nivel técnico para el sistema Phonofilm y el filme solo tuvo una única proyección. Esta incompatibilidad hizo que el productor Feliciano Vitores perdiera una enorme suma de dinero, lo que al final provocó que abandonara el mundo del cine para siempre.

## Legado
La película quedó en el olvido hasta que en 1981, la nieta del productor Feliciano Vitores, encontró una copia que había permanecido oculta en cuatro latas metálicas en la casa de su abuelo en Belorado. Más adelante, sacó la película durante una reunión de conservación en el Ateneo de Madrid. Ramón Rubio, presente en la reunión explica:

“Cuando me dijo que se trataba de “El misterio de la Puerta del Sol” comencé a llamarla insistentemente. Le propuse hacer un documento ante notario para que al menos nosotros conserváramos la película aunque siguiera siendo de su propiedad. Pero su padre no había dejado un buen recuerdo de sus andanzas por el cine. Me decía que estaba guardada en un trastero de un pueblo de de Burgos. Y que cada año pasaba por ahí y la película estaba bien

En 1995, por fin accedió a venderlo y se emprendió la restauración una vez la Filmoteca Española hizo pública la adquisición. El Phonofilm era un sistema complejo al que no estaban acostumbrados los restauradores por lo cual se tuvo que coger fotograma por fotograma para poder mejorar el sonido. Además, se realizaron copias de seguridad y se separó el sonido de las imágenes. Una vez rehabilitada, se presentó en el Festival Internacional de Cine de San Sebastián 1995 dentro de la sección "Los mejores 100 años de nuestra vida (y 3): El bazar de las sorpresas". Posteriormente, la Filmoteca editó un DVD conmemorativo.